# 18e corps aéroporté (États-Unis)
Le XVIIIe corps aéroporté des États-Unis (XVIII U.S. Airborne Corps) regroupe la majorité des divisions de première intervention de l’armée de terre des États-Unis.

## Historique
Le XVIIIth US Airborne Corps fut fondé le 9 octobre 1943 avec une mission d’entraînement durant la Seconde Guerre mondiale.
Dès son arrivée au Royaume-Uni, l’unité qui regroupe les 17th, 82nd et 101st Airborne Division prend la dénomination de XVIIIth ABN (Airborne) Corps.
Intégré à la 1re armée aéroportée alliée destinée aux opérations aéroportées qui compte les divisions parachutistes britanniques, polonaise et des unités paras de la France libre, il participera à toutes les grandes batailles de la fin de la Seconde Guerre mondiale en Europe de l'Ouest tel le débarquement de Normandie, le débarquement en Provence, l'opération Market Garden et la bataille des Ardennes.
La capitulation du Japon mettra un terme temporaire aux activités du XVIIIe corps aéroporté, dissous avant de « sauter » sur l'archipel japonais.
C’est de cette époque que date le fameux carré blanc orné du dragon bleu aux naseaux fumants qui orne le haut de la manche gauche de ses soldats.
Réactivé pour la guerre de Corée le 21 mai 1951, le XVIIIe corps est de tous les conflits que mènent ensuite les États-Unis : République dominicaine, guerre du Viêt Nam, invasion de la Grenade, Invasion du Panamá, guerre du Golfe, guerre d'Afghanistan (2001), guerre d'Irak.

## Mission

Insigne distinctif d'unité, approuvé en 1969

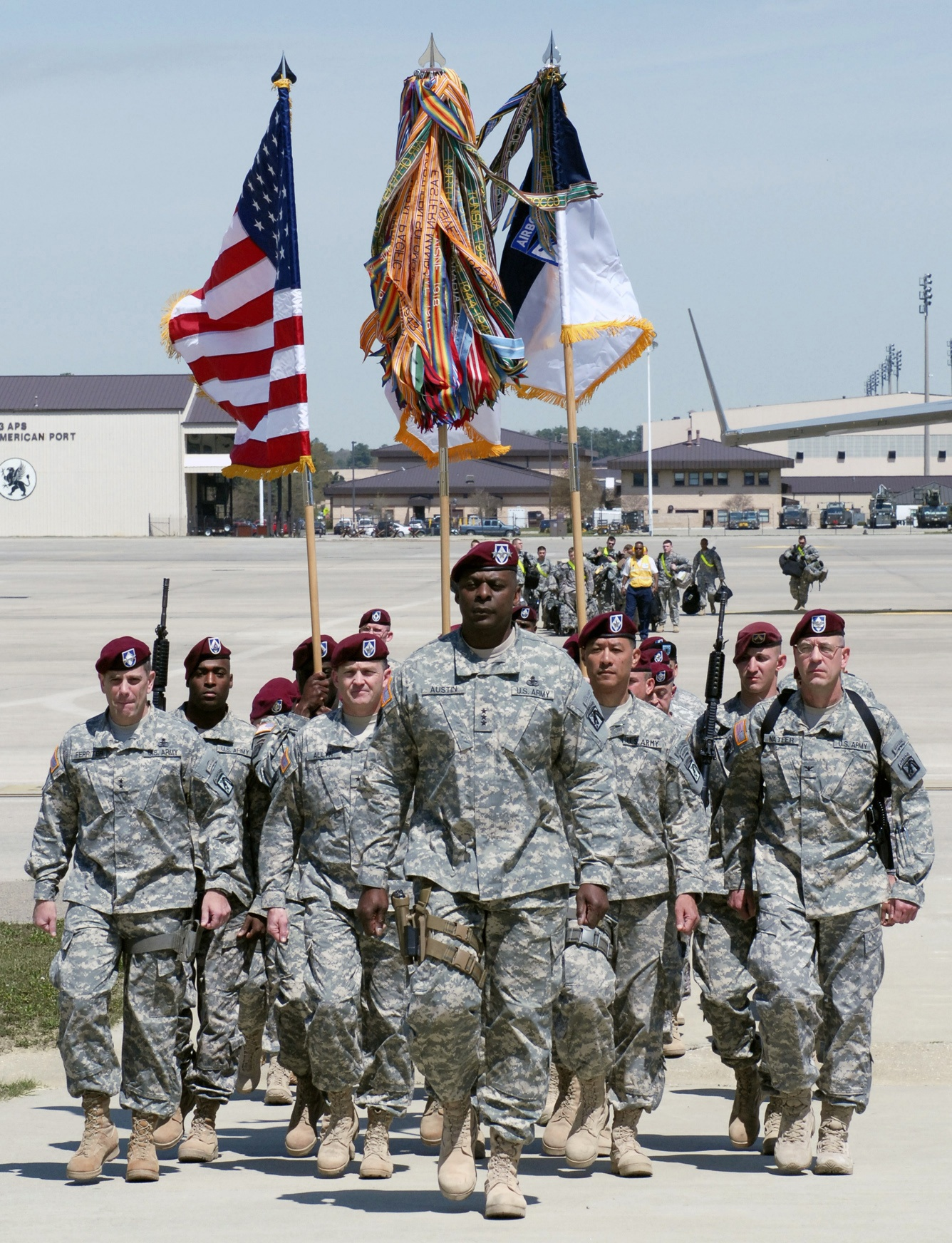
Le Lieutenant général Lloyd J. Austin commandant du XVIIIe corps aéroporté de décembre 2006 à novembre 2009, à la tête d'un détachement à Fort Bragg pour le retour du QG du après un séjour de 14 mois en Irak le 7 avril 2009.

À la suite de la révolution islamique en Iran, l’invasion soviétique de l’Afghanistan et aux risques de mainmise soviétique sur le Moyen-Orient, la « Colombe » Jimmy Carter se transforme en faucon et décide de créer en 1979/1980 la Fast Rapid Deployment Force US qui deviendra le United States Central Command ou CENTCOM.
Le XVIIIe corps aéroporté, toujours baptisé Dragon Corps, est la partie terrestre du CENTCOM dont la mission est d’intervenir le plus rapidement possible dans le monde partout où les intérêts américains sont en jeu.
Préparé aux conflits de basse ou moyenne intensité, le XVIIIe corps se doit d’être sur place le plus rapidement possible. C’est ainsi que le régiment d’alerte de la 82e division aéroportée américaine est capable de sauter sur un objectif dix heures seulement après avoir reçu son préavis.
La plupart des unités du XVIIIe corps sont aérotransportables par les avions-cargo de l’US Air Force tels les C-5 et C-17 ou anciennement les C-141.
Les unités lourdes et notamment les chars M1 Abrams sont, eux, emmenés à pied d’œuvre par les navires de transport de l’US Navy.
À titre d’exemple, en 1990, 2 Fast Sealift Ships seulement, les USS Denebola et USS Bellatrix ont été nécessaires pour débarquer la 197e brigade mécanisée américaine. Le voyage du port de Savannah en Géorgie, à Damman, en Arabie saoudite n’ayant duré que 10 jours.
Le XVIIIe corps, pour remplir ses diverses missions, possède plusieurs grandes unités de combat qui lui donnent une polyvalence unique dans l’US Army et peut donc intervenir partout contre n’importe quelle type d’adversaires, que ce soit une opération anti-guérilla, une opération de police en milieu urbain ou contre un adversaire blindé mécanisé.
Même si elles ne sont pas toutes aéroportées malgré la dénomination, toutes les divisions du corps doivent être considérées comme des unités hautement fiables et, dans le cas des 82e et 101e aéroportées, comme des unités exceptionnelles.

## Organisation en 1991
Le XVIIIe corps disposait, en 1991, en plus de ses unités organiques, de 4 divisions et d’une brigade indépendante.
Grandes unités :
- 24th Infantry Division « Victory »
- 82nd Airbone Division “ All Americans”
- 101st Airborne Division “Screaming Eagles”
- 10th Mountain Division « Climb to Glory »
- 197th Infantry Brigade  “ Sledgehammer”

Unités organiques :
- 18th Aviation Brigade (ABN)
- 18th Field Artillery Brigade (ABN)
- 11th Air Defense Artillery
- 20th Engineer Brigade (ABN)
- 16th Military Police Brigade (ABN)
- 35th Signal Brigade (ABN)
- 525th Military Intelligence Brigade (ABN)

## Composition en2004

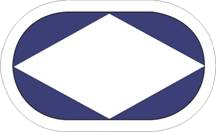
Insigne de manche

Il comprend à cette date approximativement 88 000 militaires répartit en 4 divisions.

Insigne de béret

Son quartier général est à Fort Bragg, en Caroline du Nord.
Grandes unités :
- 3e division d'infanterie américaine
- 10e division de montagne
- 82e division aéroportée américaine
- 101e division aéroportée (assaut aérien)
- 2e régiment cavalerie blindée

Unités organiques :
- XVIII Airborne Corps Artillery
- 1st Corps Support Command
- 18th Aviation Brigade
- 20th Engineer Brigade
- 525th Military Intelligence Brigade
- 35th Signal Brigade
- 108th ADA Brigade (défense antiaérienne)
- plusieurs petites unités additionnelles

## Commandants
- Major-général Robert Sink : 1957-1958
- Matthew Ridgway